# Тети Фантини (Торино)
Тети Фантини је насеље у Италији у округу Торино, региону Пијемонт.
Према процени из 2011. у насељу је живело 11 становника. Насеље се налази на надморској висини од 330 м.